# Opérateurs spécialisés du commerce international
 (août 2016).

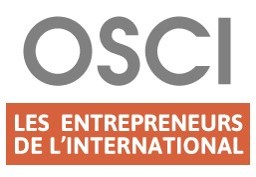

Les Opérateurs spécialisés du commerce international (OSCI) est la fédération professionnelle qui regroupe les Sociétés d’accompagnement à l’international (SAI), les Sociétés de gestion export (SGE), les Sociétés de commerce international (SCI) ainsi que des membres associés proposant des services complémentaires.

## Historique
En 2006, les Sociétés de commerce international (SCI) du SYNCIBE (Chambre syndicale des sociétés de commerce international ayant des bureaux à l’étranger) ont fusionné avec la CGI-SAI (Fédération des Sociétés d’accompagnement à l’international) pour créer l’OSCI. Ils furent ensuite rejoints par le SNCI (Syndicat national des négociants et des commissionnaires créé en 1876) et la CSCIMM (Chambre syndicale du commerce international des métaux et minerais). Le but de ce regroupement est de proposer aux producteurs français différentes manières d’aller à l’international : en direct, avec le soutien des SAI, via des agents export (les SGE), via le négoce (les SCI), permettant ainsi un choix différent pour chaque marché.
Membre de la CGI, la Confédération française du commerce interentreprises, depuis sa création, l’OSCI y représente les intérêts du commerce international.

## Structure
L’OSCI regroupe les différents acteurs du négoce et de l’accompagnement à l’international. Légalement, elle est constituée en association à but non lucratif de droit français. Son siège est situé à Paris dans le 1er arrondissement.
La fédération rassemble 150 membres (août 2017), et représente les intérêts des SAI et SCI françaises en France et à travers le monde.
On distingue[réf. souhaitée] :
- Les Sociétés d’accompagnement à l’international, ou SAI, dont le métier est d'accompagnent les entreprises dans leur développement international, depuis la réflexion stratégique sur le déploiement international jusqu’à l’implantation d’une filiale dans un pays.
- Les Sociétés de commerce international, ou SCI, qui achètent des produits pour en organiser la vente dans un marché export (fonction exportation), ou  achètent à l’étranger pour fournir le marché national (fonction importation), ou encore achètent dans un pays étranger pour revendre dans un autre pays étranger (on parle alors de négoce international).
- Les Sociétés de gestion export, ou SGE, qui prennent en charge une partie du processus de commercialisation des produits, notamment la gestion et le suivi des livraisons et des règlements.

L’OSCI s’est dotée, d’un bureau, d’un conseil d’administration, de cinq délégués interrégionaux et de trente délégués pays, bénévoles. Son président est Étienne Vauchez et sa déléguée générale Atanaska Kalcheva Guillaudeau[réf. souhaitée].

## Actions
L'OSCI avec ses partenaires, notamment la CGI et le think tank La Fabrique de l’exportation, a mis en place un certain nombre d’actions destinées à encourager et faciliter le commerce extérieur et l’import-export français.

### Exportation collaborative
(août 2017).
L’exportation collaborative est une méthode d’exportation.
Les entreprises intéressées par cette méthode se réunissent autour d’un projet d’export nommé « track » d’exportation collaborative, proposé par un porteur de projet, un acteur international qui possède, souvent une SAI ou une SCI.
L’exportation collaborative se développe dans le cadre du plan d’action pour l’export présenté par le Secrétaire d’État chargé du Commerce extérieur en mars 2014. Elle contribue au développement de groupements d’export offrant aux entreprises la possibilité de réussir ensemble là où elles auraient eu, seules, de sérieuses difficultés.

### Exportation indirecte
L’exportation indirecte, qui consiste par passer par un opérateur, souvent une Société de commerce international (SCI) ou une Société de gestion export (SGE),  peut se révéler une alternative efficace. Dans la vente et plus précieusement, dans l’import-export, la relation de confiance est primordiale, mais c’est une relation longue et difficile à établir. Utiliser l’ancrage d’autres entreprises déjà bien implantées sur un marché particulier peut être un gain de temps et d’argent précieux, notamment pour les PME/TPE.
Le 24 avril 2014, l’OSCI, la CGI(Confédération représentative du commerce de gros et international), le GFI (structure de coopération renforcée des Fédérations industrielles) et le Secrétariat d’État au Commerce extérieur ont organisé une conférence sur l’exportation indirecte sur le thème « Vendre plus loin et plus vite grâce aux Sociétés de commerce international ».